# NGC 3396
NGC 3396 é uma galáxia espiral barrada (SBm/P) localizada na direcção da constelação de Leo Minor. Possui uma declinação de +32° 59' 26" e uma ascensão recta de 10 horas, 49 minutos e 55,6 segundos.
A galáxia NGC 3396 foi descoberta em 7 de Dezembro de 1785 por William Herschel.